# Яблувко (Поморське воєводство)
Яблувко (пол. Jabłówko, нім. Klein Jablau) — село в Польщі, у гміні Бобово Староґардського повіту Поморського воєводства.
Населення — 353 особи (2011).
У 1975-1998 роках село належало до Гданського воєводства.

## Демографія
Демографічна структура станом на 31 березня 2011 року:
|          | Загалом | Допрацездатний вік | Працездатний вік | Постпрацездатний вік |
| -------- | ------- | ------------------ | ---------------- | -------------------- |
| Чоловіки | 173     | 39                 | 120              | 14                   |
| Жінки    | 180     | 49                 | 108              | 23                   |
| Разом    | 353     | 88                 | 228              | 37                   |